# Dahe Shuiku
Dahe Shuiku (kinesiska: 大河水库) är en reservoar i Kina. Den ligger i provinsen Yunnan, i den sydvästra delen av landet, omkring 58 kilometer söder om provinshuvudstaden Kunming. Dahe Shuiku ligger 2 023 meter över havet. Arean är 1,0 kvadratkilometer. Trakten runt Dahe Shuiku består till största delen av jordbruksmark. Den sträcker sig 3,3 kilometer i nord-sydlig riktning, och 1,3 kilometer i öst-västlig riktning.
Genomsnittlig årsnederbörd är 1 044 millimeter. Den regnigaste månaden är juni, med i genomsnitt 211 mm nederbörd, och den torraste är februari, med 12 mm nederbörd.